# Sinfonia n.º 7 (Mahler)

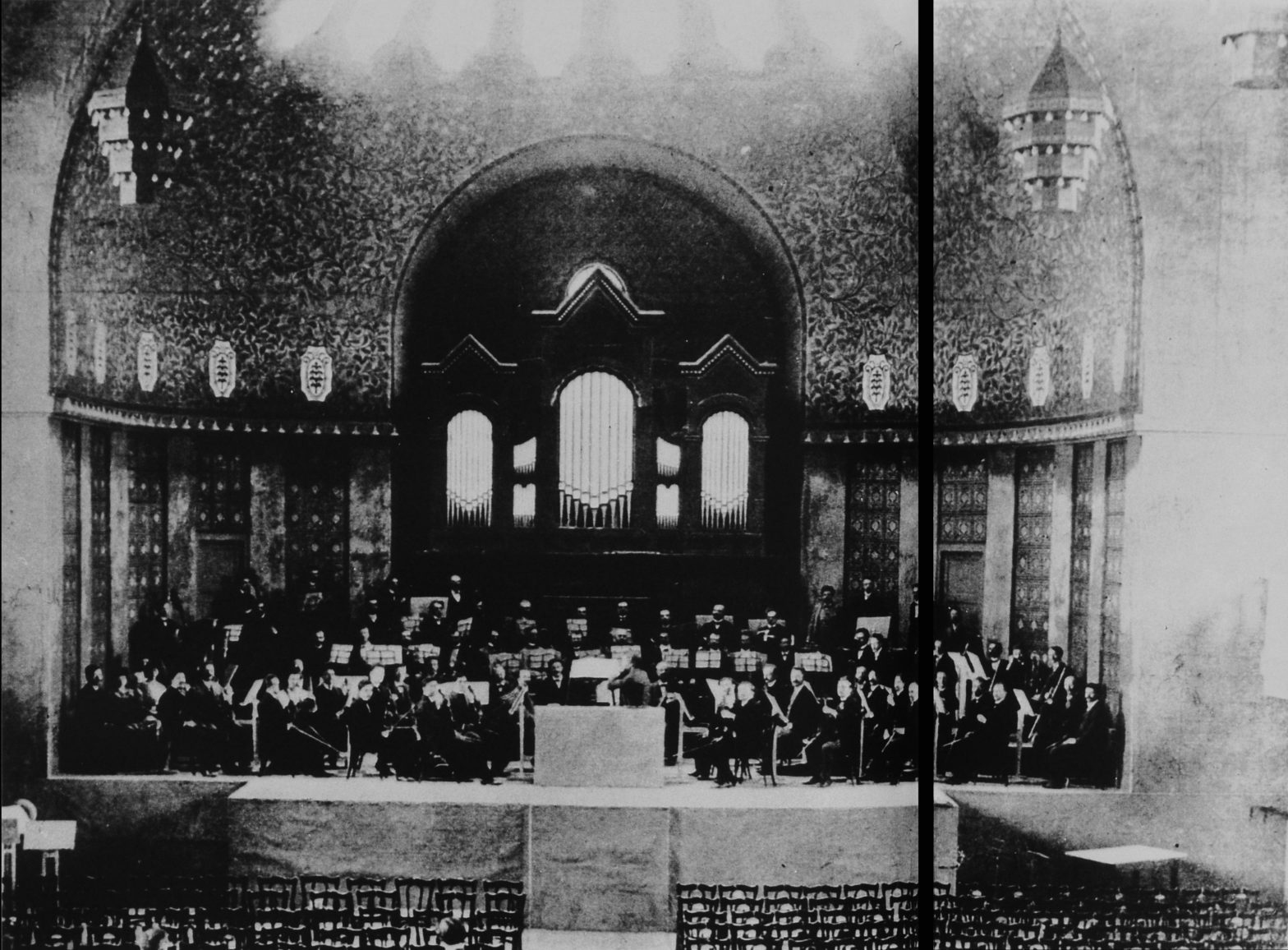
Mahler em ensaio para a estreia de sua 7ª Sinfonia, 1908, no Exhibition Concert Hall, Praga

A Sinfonia n.º 7 em Si Menor de Gustav Mahler, chamada Canção da Noite, é a sétima sinfonia que Mahler compôs. Foi escrita entre 1904 e 1905 e constitui o ponto mais avançado do modernismo de Mahler. Trata-se da sinfonia do compositor que mais tempo demorou a ser gravada em disco (1953), e a menos popular. Consta de cinco andamentos.

## História
A dificuldade de delimitar a unidade entre os distintos andamentos da Sétima é talvez devida ao facto de que os dois Nachtmusiken tenham sido compostos antes dos três andamentos restantes. Enquanto Mahler trabalhava ainda na sua Sexta Sinfonia, criou os dois noturnos. Era a primeira vez em que trabalhava simultaneamente em duas grandes obras. Encontrou um ano mais tarde a inspiração para os três andamentos restantes, que escreveu em apenas quatro semanas. A sinfonia foi estreada em Praga em 19 de setembro de 1908, dirigida pelo próprio Mahler e executada pela Orquestra Filarmónica Checa. Entre os assistentes estava Otto Klemperer, maestro na então Deutsches Landestheater da cidade, por recomendação do próprio Mahler.

### Movimentos
1. Langsam. Nicht Schleppend.-Allegro Risoluto, ma non troppo.
2. Nachtmusik. Allegro moderato-Molto moderato
3. Scherzo. Schatenchaft. Fliessender aber nicht schnell.- Trio.
4. Nachtmusik. Andante amoroso. Aufschwung.
5. Rondo-Finale. Allegro Ordinario.-Allegro moderato ma energico.

## Análise

### Langsam (Adagio) - Allegro risoluto, ma non troppo
O primeiro andamento é uma forma-sonata. A introdução lenta, em tom menor, cria um clima misterioso, graças ao seu estranho ritmo de marcha lenta. A sombria melodia, interpretada por um tenorhorn, contribui para criar este ambiente. Gradualmente o ritmo acelera até alcançar o Allegro, no qual se alternam os tons maior e menor, enquanto se desenvolve o tema principal, de carácter decidido. Uma secção central introduz um momento de calma e reflexão, que dá lugar à reexposição, na qual reaparece o clima sombrio da introdução, com solos do tenorhorn e do trombone. Na intensa coda triunfa o tom maior.

### Nachtmusik I
O segundo andamento é a primeira Nachtmusik ("música noturna"), marcada Allegro moderato - Molto moderato, e apresenta uma estabilidade de tempo invulgar em Mahler. Também é estranho o carácter de marcha militar lenta, que não casa muito bem com o seu tom de "noturno". Dois seguidores de Mahler, Alphons Diepenbrock e Willem Mengelberg, assinalaram que a inspiração para a composição deste andamento ocorreu a Mahler depois de contemplar "A Ronda da Noite", de Rembrandt, no Rijksmuseum de Amesterdão.

### Scherzo
O terceiro andamento é um scherzo, marcado como “Schattenhaft. Fliessend aber nicht schnell” (“Fantasmagórico. Fluido, mas não rápido”). A atmosfera fantástica (schattenhaft) é evidente desde o início do andamento, graças à deslocação do ênfase do ritmo dentro do compasso ternário. Todo o andamento é uma desfiguração do ritmo da valsa vienense, com um marcado carácter expressionista, com frequentes dissonâncias, e efeitos orquestrais, como o que, no clímax do andamento, exige aos instrumentistas de cordas graves um pizzicato executado com tal violência (marcado fffff) que a corda é golpeada sobre a escala do instrumento.

### Nachtmusik II
O quarto andamento é o segundo Nachtmusik, marcado Andante amoroso, Aufschwung (com impulso). É caracterizada pela forte presença da harpa, da guitarra e também do bandolim.

### Rondo-Finale
O quinto e último andamento tem o título Rondó-Finale, no tempo de Allegro ordinario.

## Instrumentação
| Madeiras Flautim 4 Flautas (4ª dobrando o 2.º flautim) 3 Oboés (3º dobrando Corne inglês) 3 Clarinetes em Si bemol e Lá Clarinete baixo em Si bemol e Lá Requinta 3 Fagotes (3.º dobrando Contrafagote) Metais 4 Trompas em Fá Bombardino em Si bemol 3 Trompetes em Fa e Si bemol 3 Trombones Tuba | Percussão Tímpanos Bombo Caixa Prato Triângulo Gongo Pandeireta Glockenspiel 3 Carrilhões graves Canecas | Cordas 2 Harpas Guitarra Bandolim Violinos I e II Violas Violoncelos Contrabaixos |

## Estreias
- Estreia mundial: 19 de setembro de 1908, Praga, pela Filarmónica Checa dirigida pelo compositor.
- Estreia nos Países Baixos: 2 de outubro de 1909, A Haia, pela Orquestra Real do Concertgebouw dirigida pelo compositor.
- Estreia no Reino Unido: 18 de janeiro de 1913, Londres, dirigida por Henry Wood.
- Estreia nos Estados Unidos: 15 de abril de 1921, Chicago, dirigida por Frederick Stock.